# Az ifjúság édes madara (film, 1962)
Az ifjúság édes madara (eredeti címén: Sweet Bird of Youth) 1962-ben bemutatott amerikai filmdráma, amelyet Richard Brooks írt és rendezett. A forgatókönyvet Tennessee Williams azonos című színműve alapján készítették, habár a legvégét átírták. A főbb szerepekben Geraldine Page, Paul Newman és Shirley Knight. 1962. március 21-én mutatták be az Egyesült Államokban. Magyarországon 1964. szeptember 10-től vetítették a mozikban. A produkciót négy Golden Globe-ra és három Oscar-díjra jelölték, amelyből Page és Ed Begley alakítása ért díjat.

## Cselekmény
Chance Wayne visszatér St. Cloudba, hogy Alexandra Del Lago sofőrje legyen. Chance korábban Hollywoodban volt, ahova szerencsét ment próbálni Tom "Boss" Finley javaslatára, aki távol akarta tartani lányától, Heavenlytől. Tom a legbefolyásosabb ember St. Cloudban, fia, ifjabb Tom, szintén nem örül Chance visszatérésének. Alexandra színésznőként dolgozik, és a visszavonulást fontolgatja, amikor Chance a szeretője lesz, mert a hírnevet látja benne. A férfi megzsarolja Alexandrát egy hangfelvétellel, amiben a színésznő a drogfüggőségéről beszél. 
Alexandra dühös és féltékeny a zsarolás miatt, és mert nyilvánvalóvá válik számára, hogy Chance romantikus érzéseket táplál Heavenly iránt. A sors megkímélni látszik az asszonyt, amikor a bulvárlap újságírója, Walter Winchell elárulja neki, hogy legutóbbi alakítását karrierje csúcspontjának tartják, és a filmje nagy sikernek tűnik. Alexandra szakít Chance-szel, és kiutasítja a házából. A férfit többször is figyelmezteti Heavenly családja, hogy hagyja el a várost és szakítson meg minden kapcsolatot Heavenlyvel. Chance nem engedelmeskedik, és jelenetet rendez Heavenly háza előtt. Ifjabb Tom és bandája kapnak az alkalmon, és megverik Chance-t, szétverve annak fiatal arcát. Amikor Heavenly hazatér, és megtalálja Chance-t, szembeszáll apjával, és elszökik Chance-szel a városból.

## Szereplők
| Szerep                | Színész            | Magyar hangja      |
| --------------------- | ------------------ | ------------------ |
| Chance Wayne          | Paul Newman        | Stohl András       |
| Alexandra Del Lago    | Geraldine Page     | Básti Juli         |
| Heavenly Finley       | Shirley Knight     | Huszárik Kata      |
| "Boss" Finley         | Ed Begley          | Konrád Antal       |
| Thomas J. Finley Jr.  | Rip Torn           | Bognár Zsolt       |
| Nonnie néni           | Mildred Dunnock    | Gyimesi Pálma      |
| Miss Lucy             | Madeleine Sherwood | n.a                |
| Dr. George Scudder    | Philip Abbott      | Pusztaszeri Kornél |
| Scotty                | Corey Allen        | n.a                |
| Bud                   | Barry Cahill       | n.a                |
| Dan Hatcher           | Dub Taylor         | n.a                |
| Leroy                 | James Douglas      | n.a                |
| Ben Jackson           | Barry Atwater      | n.a                |
| Henricks polgármester | Charles Arnt       | n.a                |
| Clark sheriff         | Kelly Thordsen     | n.a                |
| Bennie Taubman        | William Forrest    | n.a                |
| Charles               | Roy Glenn          | n.a                |
| narrátor              | Les Tremayne       | n.a                |

## Fogadtatás
A filmről általában kedvező véleményt alkotott a filmkritika. A Rotten Tomatoeson 74%-os minősítést ért el 19 értékelés alapján. Az Empire Magazine szerint: „Page és Newman fantasztikusak.” A Variety azt írta: „Ez egy fényes, magával ragadó filmes szórakozás, amelyet Berman gondosan gyártott.” Jonathan Rosenbaum a Chicago Readertől azt írta: „Kevés utalást kínál arra, hogy mi tette érdekessé az eredeti darabot (különösen Elia Kazan színpadi rendezésében), annak ellenére, hogy Paul Newman és Geraldine Page újra felkérést kaptak eredeti szerepük megismétlésére.”
A Metacritic 53 pontot adott a 100-ból 8 vélemény alapján. A Chicago Tribune azt írta: „Ez egy jó átirat, bár sajnálatos módon elferdítve.” Terry Atkinson a Los Angeles Timestól azt írta: „Akárcsak a darab, az első fele a kétségbeesett karakterek ízletes, hotelszobába helyezett párbaját mutatja be, míg a második fele balul sül el.” A TV Guide Magazine azt írta: „A film nagy része túlfűtött ostobaságnak tűnik, de Page egomániás telefonos monológja a film csúcspontján elég ok arra, hogy bekapcsolódjunk.” Bosley Crowther a New York Timestól azt írta: „Az ifjúság édes madara, minden grafikája és a főszereplők erőteljes alakítása ellenére, egy mesterkélt szappanopera bűzét hordozza, amelyben a szappan egyszerűen csak lúgból van, ennyi.”

## Fontosabb díjak és jelölések
| Esemény                         | Díj                    | Kategória                                   | Eredmény |
| ------------------------------- | ---------------------- | ------------------------------------------- | -------- |
| 16. BAFTA-gála                  | BAFTA-díj              | Legjobb külföldi színésznő – Geraldine Page | Jelölve  |
| 1963-as David di Donatello-gála | David di Donatello-díj | Legjobb külföldi színésznő – Geraldine Page | Elnyerte |
| 20. Golden Globe-gála           | Golden Globe-díj       | Legjobb férfi főszereplő – Paul Newman      | Jelölve  |
| 20. Golden Globe-gála           | Golden Globe-díj       | Legjobb női főszereplő – Geraldine Page     | Elnyerte |
| 20. Golden Globe-gála           | Golden Globe-díj       | Legjobb férfi mellékszereplő – Ed Begley    | Jelölve  |
| 20. Golden Globe-gála           | Golden Globe-díj       | Legjobb női mellékszereplő – Shirley Knight | Jelölve  |
| 35. Oscar-gála                  | Oscar-díj              | Legjobb női főszereplő – Geraldine Page     | Jelölve  |
| 35. Oscar-gála                  | Oscar-díj              | Legjobb férfi mellékszereplő – Ed Begley    | Elnyerte |
| 35. Oscar-gála                  | Oscar-díj              | Legjobb női mellékszereplő – Shirley Knight | Jelölve  |